# Saint-Symphorien, Deux-Sèvres
Saint-Symphorien är en kommun i departementet Deux-Sèvres i regionen Nouvelle-Aquitaine i västra Frankrike. Kommunen ligger i kantonen Frontenay-Rohan-Rohan som tillhör arrondissementet Niort. År 2022 hade Saint-Symphorien 1 986 invånare.

## Befolkningsutveckling
Antalet invånare i kommunen Saint-Symphorien
| Referens: INSEE |